# Altha
Altha è un comune degli Stati Uniti d'America, situato in Florida, nella Contea di Calhoun.